# نزلة عمارة
قرية نزلة عمارة هي إحدى القرى التابعة لمركز طهطا بمحافظة سوهاج في جمهورية مصر العربية. حسب إحصاءات سنة 2006، بلغ إجمالي السكان في نزلة عمارة 12819 نسمة، منهم 6702 رجل و6117 امرأة.